# Samtgemeinde Herzlake
Die Samtgemeinde Herzlake ist eine Samtgemeinde im Landkreis Emsland in Niedersachsen. In ihr haben sich drei Gemeinden zur Erledigung ihrer Verwaltungsgeschäfte zusammengeschlossen. Der Sitz der Verwaltung der Samtgemeinde befindet sich in der Gemeinde Herzlake.

## Geografie

### Geografische Lage
Die Samtgemeinde Herzlake liegt im Hasetal im östlichen Teil des Landkreises Emsland in Niedersachsen.
Das Gemeindegebiet liegt zwischen 20 und 34 m ü. NN.

### Nachbargemeinden
Nachbargemeinden sind im Westen die Stadt Haselünne, im Norden die Samtgemeinden Sögel und Werlte, im Süden die Samtgemeinde Lengerich. Im Osten grenzt sie an die Stadt Löningen im Landkreis Cloppenburg und an die Samtgemeinde Fürstenau im Landkreis Osnabrück.

### Die Gemeinden
(Einwohner am 31. Dezember 2023)
|  | 1. Dohren (1167) 2. Herzlake (4698) 3. Lähden (4629) |

## Geschichte
Mit der Gemeindereform, die im Altkreis Meppen am 1. März 1974 in Kraft trat, entstand sie Samtgemeinde Herzlake aus den Gemeinden Dohren, Herzlake und Lähden, sowie Bookhof, Felsen, Neuenlande und Westrum. Schon 1963 hatte sich die Gemeinde Dohren aus den Gemeinden Klein und Groß Dohren gebildet. Ein Jahr später hatten sich die Gemeinden Holte und Lastrup zur Gemeinde Holte-Lastrup und die Gemeinden Herzlake und Bakerde zur Gemeinde Herzlake vereint. 1971 hatten sich die Gemeinden Ahmsen, Herßum, Holte-Lastrup, Vinnen und Lähden auf freiwilliger Basis zur Gemeinde Lähden zusammengeschlossen.

## Politik
Der Verwaltungssitz der Samtgemeinde ist in der Gemeinde Herzlake.

### Samtgemeinderat
Der Samtgemeinderat hat 26 gewählte Mitglieder. Dies ist die festgelegte Anzahl für eine Samtgemeinde mit einer Einwohnerzahl zwischen 10.001 und 11.000 Einwohnern. Die Ratsmitglieder werden durch eine Kommunalwahl für jeweils fünf Jahre gewählt. Hinzu kommt der direkt gewählte hauptamtliche Samtgemeindebürgermeister. Die aktuelle Amtszeit begann am 1. November 2021 und endet am 31. Oktober 2026.
| Partei | 2021 | 2016 |
| ------ | ---- | ---- |
| CDU    | 18   | 18   |
| SPD    | 6    | 5    |
| Grüne  | 2    | –    |
| UWG    | –    | 3    |

### Samtgemeindebürgermeister
Hauptamtliche Samtgemeindebürgermeisterin in der Samtgemeinde Herzlake ist Martina Schümers. Bei der letzten Samtgemeindebürgermeisterwahl am 12. September 2021 wurde sie mit 62,54 % der Stimmen gewählt. Die Wahlbeteiligung lag bei 63 %. Schümers trat ihre erste Amtszeit am 1. November 2021 an.
Der Vorgänger im Amt war Ludwig Pleus.

### Wappen
Beschreibung: „Unter goldenem Wellenschildhaupt, darin ein rotes Hünengrab, gespalten von Grün und Silber, vorne eine aufrechte vierendige silberne Hirschstange, hinten (links) ein verästelter blattloser grüner Zweig.“

## Kultur und Sehenswürdigkeiten

### Museen
- Museumseisenbahn
- Aselager Mühle

## Wirtschaft und Infrastruktur

### Verkehr
Die B 213 (in Ost-West-Richtung durch die Gemeinde verlaufend) verbindet sie mit Haselünne und Löningen.